# Elproduktion
Elproduktion er en proces, hvorved energi fra primære energikilder omdannes til elektricitet. Den mest normale metode til at producere elektricitet er gennem generatorer i kraftværker. Elektricitet kan også fremstilles ved hjælp af solceller eller på elektrokemisk væg.
| Energi | Spire Denne artikel om produktion, distribution og forbrug af energi er en spire som bør udbygges. Du er velkommen til at hjælpe Wikipedia ved at udvide den. |